# Nicolas Klotz
 (février 2021).
 (avril 2012).
Si vous disposez d'ouvrages ou d'articles de référence ou si vous connaissez des sites web de qualité traitant du thème abordé ici, merci de compléter l'article en donnant les références utiles à sa vérifiabilité et en les liant à la section « Notes et références ».
Pour les articles homonymes, voir Klotz.
Nicolas Klotz est un réalisateur français, né le 22 juin 1954 à Neuilly-sur-Seine.

## Biographie
Dans ses dernières années de lycée, Nicolas Klotz a fondé un ciné-club et un club théâtre, partageant son temps entre la programmation de films et des mises en scènes de théâtre - Bergman, Pasolini, Strindberg, Godard… En 1975, il rencontre Klaus Michael Grüber qui met en scène Faust Salpétrière adapté de Goethe. Premier choc esthétique qui l'entraîne d'abord vers le théâtre où il rencontre Élisabeth Perceval qui est actrice et joue sous le nom d'Elsa Pierce dans les spectacles de Bruno Bayen avec qui elle a fondé la Fabrique de Théâtre. Ils vivent rapidement ensemble et mettent au monde deux enfants Héléna et Ulysse. Il travaille avec de nombreux acteurs et metteurs en scène, dont Bruno Boëglin.
Nicolas Klotz travaille alors comme assistant monteur puis monteur et rencontre Robert Bresson aux Studios de Boulogne où celui-ci est en train de monter son dernier film L'Argent.
Après la lecture d'un reportage de Serge Daney dans la cantine des Studios de Billancourt sur son voyage à Calcutta pour rencontrer le cinéaste bengali Satyajit Ray, Nicolas Klotz part en Inde tourner son premier documentaire Pandit Ravi Shankar, portrait du célèbre joueur de sitar qu'il suit au cours de ses voyages musicaux à travers l'Inde. Il filme longuement Satyajit Ray chez lui, qui l'aide à organiser le tournage de son premier long-métrage La Nuit bengali en 1988 dans les rues puis dans son studio à Calcutta. Le film est produit par Philippe Díaz, le jeune producteur de Mauvais Sang et des Amants du Pont-Neuf de Leos Carax. Les acteurs sont anglais, français, et bengali.
En 1991, Jean-Luc Ormières lui propose de tourner La Nuit sacrée à partir d'un diptyque de Tahar Ben Jelloun – le livre éponyme et L'Enfant de sable. L'adaptation est écrite par Élisabeth Perceval. Tournage catastrophique pendant lequel Nicolas Klotz décide de rompre avec le cinéma de fiction.
Afin de renouveler son travail, en 1995 il fonde avec Élisabeth Perceval la compagnie l'Asile. Il met en scène une adaptation écrite par Élisabeth Perceval de Belle du Seigneur d'Albert Cohen dans laquelle elle joue le rôle de d'Ariane. Le spectacle est joué plus d'une centaine de fois au festival d'Avignon, en France, et à travers l'Europe. Viennent ensuite Roberto Zucco et Quai Ouest de Bernard-Marie Koltès où Nicolas Klotz et Élisabeth Perceval sont rejoints par des membres du Groupe T'ChanG - la compagnie de Didier-Georges Gabily qui vient de mourir. La rencontre avec T'Chang et les textes de Didier-Georges Gabily sont un nouveau choc esthétique pour Nicolas Klotz, qui décide de radicaliser son travail de cinéma.
Dans le même temps, il reprend son activité de documentariste réalisant pour Arte un film autour de la musique traditionnelle juive Chants de sable et d'étoiles en 1996, puis deux films consacrés au jazz, l'un à James Carter, en 1998, l'autre à Brad Mehldau, en 1999.
Parallèlement à ses films documentaires, Nicolas Klotz et Élisabeth Perceval travaillent de plus au sein de leur compagnie l'Asile sur des textes de Heiner Müller, de Didier-Georges Gabily, de Sarah Kane, de l'historien de l'art Georges Didi-Huberman et du philosophe Jean-Luc Nancy dont ils montent L'Intrus.
Ils rencontrent François Tanguy et le Théâtre du Radeau et s'installent à la Fonderie au Mans, où ils continuent d'explorer leur laboratoire d'écriture avec des ateliers. Élisabeth Perceval commence alors à écrire les scénarios des deux premiers films de leur Trilogie des Temps Modernes- Paria et La Blessure- à partir d'une série de rencontres qu'elle fait avec des naufragés de la rue et des demandeurs d'asile africains. Ils tournent Paria en 1999-2000 avec l'Unité Fiction de Pierre Chevalier. En 2002, Nicolas Klotz et Pedro Costa proposent à Pierre Chevalier un projet intitulé Deux films frères. Nicolas Klotz et Elisabeth Perceval tourneront un film à Paris. Nicolas et Élisabeth commencent alors la préparation de La Blessure, Nicolas Klotz et Élisabeth Perceval créent Petits et Grands Oiseaux, leur propre structure de production, pour coproduire La Blessure afin de terminer la version de 2 h 43 min qui sortira en salles. Paria obtient le Prix Spécial du Jury au Festival de San Sébastian (2000) et La Blessure est présenté à la Quinzaine des réalisateurs à Cannes en 2004 avant de faire le tour du monde dans les festivals internationaux. 
Ils expérimentent à cette occasion deux sites Internet, parrainés par Arte France, « Asile de nuit » et « Asile de jour ». Élisabeth Perceval écrit La Blessure un essai aux éditions Les Petits Matins sur ses deux années de rencontres avec les clandestins africains pour écrire le film. Vient après le troisième film de la trilogie - La Question humaine (2006) - avec Mathieu Amalric, Michael Lonsdale, Jean-Pierre Kalfon, Lou Castel, Edith Scob, Valérie Dréville… adapté du livre du même nom écrit par François Emmanuel. Film « gazeux » qui aborde les thématiques de l'histoire et de la mémoire, il narre les errances d'un jeune psychologue d'entreprise, broyé par un système sans règles. Présenté également à la Quinzaine des réalisateurs de Cannes en 2007, il sort sur les écrans français en septembre 2007 et est vendu dans une vingtaine de pays. 
Nicolas Klotz et Élisabeth Perceval viennent de terminer Low Life, un film sur la jeunesse aux prises avec un monde envoûté par le contrôle. Leur fils Ulysse Klotz a composé la bande originale witchhouse du film avec Romain Turzi. Il a été présenté en compétition au Festival de Locarno en 2011 puis à Toronto, Vancouver, Londres, Sao Paulo, Gijon, et en 2012 au French Cinéma Week de New York, au BAFICI de Buenos Aires, Festival de Jeonju en Corée… Low Life sortira en France le 4 avril 2012 et sera distribué par Les Films du Losange. Nicolas Klotz et Élisabeth prolongent actuellement leur travail sur Low Life dans un site web qu'ils développent avec la revue Lumière (lowlifefilm.com) mettant en ligne un ensemble de vidéos réalisés par le couple, ainsi que des entretiens avec le philosophe Jean-Luc Nancy, des textes, et des montages réalisés par les jeunes critiques de Lumière.
Entre leurs films, pour accompagner et développer le travail d'écriture d'Élisabeth Perceval, ils réalisent également ensemble des installations - notamment au CCCB de Barcelone, à la Ferme du Buisson, et dans des écoles d'art. Actuellement ils travaillent sur leurs deux prochains films CEREMONY qui sera tourné à Barcelone et Les Talons Rouges dont l'écrivain Yannick Haenel écrit le scénario, deux films fantastiques sur la Révolution française.
Nicolas Klotz tourne Mademoiselle Julie de Strindberg avec Juliette Binoche pour France Télévisions et le festival d'Avignon.
Avril 2013. Élisabeth Perceval et Nicolas Klotz réalisent avec la collaboration d'Ulysse Klotz (Aamourocéan) pour la Galerie Overgaden à Copenhague Collectif Ceremony, une installation cinématographique qui entremêle les motifs de la chasse à l'homme, de la poursuite et de la persécution à travers l'Histoire du Cinéma. L'installation se déploie dans trois salles qui portent chacune un nom : TheRandomBedroom - Nous ne figurons pas dans le paysage - Najgo !. Et un espace intime où sont projetés deux courts-métrages réalisés pour l'occasion avec Vincent Macaigne, Luc Chessel et Silvia Costa. Installation documentaire sur CEREMONY, leur prochain long-métrage. Collectif Ceremony est une réflexion sur le cinéma et sur l'histoire du cinéma. Ils ont invité les philosophes Mathilde Girard, Frédéric Neyrat et Grégoire Chamayou à participer à ce collectif. Grégoire Chamayou a écrit deux livres publiés par La Fabrique sur les chasses à l'homme, dont Théorie du drone (sortie avril 2013). L'installation est une manière pour eux d'expérimenter un autre « dispositif de cinéma ». À la fois documentaire, fiction, art contemporain, musique, philosophie, histoire.
Juillet 2013. Élisabeth Perceval et Nicolas Klotz présentent leur nouveau film, Le Vent Souffle dans la Cour d'Honneur, à l'Opéra Théâtre du Festival d'Avignon. C'est une peinture documentaire tourné entre février 2012 et janvier 2013 de 102 min sur les utopies contemporaines du Festival d'Avignon, avec Thomas Ostermeier, Romeo Castellucci, Arthur Nauzyciel, Simon McBurney, Christophe Honoré, Nicolas Stemann, Stanislas Nordey, Dieudonné Niangouna.

## Filmographie

### Cinéma

#### Longs métrages
- 1988 : La Nuit bengali
- 1993 : La Nuit sacrée
- 2000 : Paria
- 2004 : La Blessure
- 2007 : La Question humaine
- 2010 : Zombies avec Frédérique Duchêne…[réf. nécessaire]
- 2011 : Low Life
- 2012 : Mademoiselle Julie (TV) avec Juliette Binoche, Nicolas Bouchaud, Bénédicte Cerrutti
- 2018 : L'Héroïque Lande, la frontière brûle
- 2019 : Le Bel Été de Pierre Creton

#### Moyens métrages
- 2012 : Il faut que l'homme s'élance au-devant de la vie hostile, d'après Quartett de Heiner Müller

#### Courts métrages
- 2013 : Lucile, avec Silvia Costa, Baby Dee, Seventh Heaven de Frank Borzage
- 2013 : Pour se frayer un chemin à travers la jungle, il est bon de frapper devant soi avec un bâton pour écarter les dangers invisibles, avec Vincent Macaigne, Luc Chessel, Silvia Costa
- 2016 : Mata Atlantica

#### Courts métrages Talents Cannes
- 2007 : La Consolation, Jeunesse d'Hamlet d'après Hamlet-machine de Heiner Müller.

### Documentaires
- 2022 : Quand la maison brûle (coréalisatrice : Élisabeth Perceval)
- 2018 : L'Héroïque Lande, la frontière brûle (coréalisatrice : Élisabeth Perceval)
- 2013 : Le Vent souffle dans la Cour d'Honneur (coréalisatrice : Élisabeth Perceval)
- 2009 : Julio et le Génie, Dans la cité des 3000
- 2008 : Dialogues clandestins
- 2007 : Paulo Branco
- 2003-2004 : Dialogues clandestins 2003
- 2001 : Dialogues clandestins 2001
- 1999 : Brad Mehldau
- 1998 : James Carter
- 1996 : Chants de sable et d'étoiles
- 1992 : Robert Wyatt, part one
- 1986 : Pandit Ravi Shankar

### Installations vidéo
- 2013 : Collectif Ceremony : Galerie Overgaden Copenhague, CPH PIX International Film Festival
- 2010 : Identités : École d'Art de Biarritz
- 2009 : Vicious Bar Avant Low Life : CCCB Barcelone, Festival de Gijon ; Les Champs de Bataille : Temps d'Images, La Ferme du Buisson

## Mises en scène de théâtre
- 1995–1996 : Le Fonctionnaire pékinois, d'après Belle du seigneur d'Albert Cohen
- 1998 : Roberto Zucco, de Bernard-Marie Koltès
- 1999 : Quai Ouest, de Bernard-Marie Koltès
- 2001 : L'intrus, de Juc-Luc Nancy
- 2007 : Veilleurs (1 et 2) d'après Enfonçures de Didier-Georges Gabily et Images malgré tout de Georges Didi-Huberman

## Prix
- 2000 : prix spécial du jury pour Paria, au Festival international du film de Saint-Sébastien
- 2007 : prix de la Critique pour La Question humaine, au Festival international du film de São Paulo

## Citation
« La Shoah est un des actes fondateurs de la modernité, elle a révélé la part maudite de la société industrielle. Elle en fait organiquement partie. Toute la question est de savoir si ses frontières sont étanchement délimitées dans le temps et dans l'espace […]. Il ne s'agit pas d'expliquer le contemporain par la Shoah, mais de tenter de percevoir des résurgences, des projections, qui participent au contemporain selon des formes très singulières qui ne sont plus celles du monde des années 40. C'est très important de ne pas enfermer cette question dans les pièges de la réponse. »

## Publication
- Sécession cinéma, mon amour : pour un cinéma muet instantané, De l'incidence éditeur, 2021